# Caroline Flack

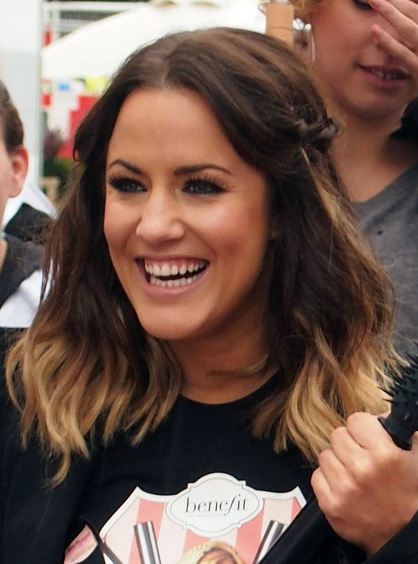
Caroline Flack (2012)

Caroline Louise Flack (* 9. November 1979 in London; † 15. Februar 2020 ebenda) war eine britische Fernsehmoderatorin.

## Leben und Karriere
Flack hatte ihren ersten Fernsehauftritt 2002 in der Sketch-Show Bo' Selecta!. Danach moderierte sie die International Pepsi Chart Show. 2005 wechselte sie zum Fernsehsender Channel 4, wo sie die Reality-TV-Show The Games ko-moderierte. 2006 ko-moderierte sie die BBC-Two-Sendung Sam & Mark’s TMi Friday. Ebenfalls moderierte sie die Kinder-Game-Show Escape from Scorpion Island zusammen mit Reggie Yates. 2009 war sie kurzzeitig mit Prinz Harry liiert.
Flack kommentierte die Halbfinalsendungen des Eurovision Song Contest 2008 für die BBC. 2009 und 2010 moderierte sie die Sendung I’m a Celebrity…Get Me Out of Here! NOW! für den Fernsehsender ITV2. 2009 nahm sie an der BBC-Three-Sendung Dancing on Wheels teil, die sie zusammen mit ihrem Showpartner James O’Shea gewann. 2015 moderierte sie zusammen mit Olly Murs die Fernsehsendung The X Factor.
Flack beging am 15. Februar 2020 im Alter von 40 Jahren in ihrer Londoner Wohnung Suizid. Sie hätte sich Anfang März 2020 vor Gericht verantworten sollen, weil sie  im Dezember 2019  ihren Freund Lewis Burton attackiert haben soll.